# 孫太平
孫太平，男，中國共產黨員、中華人民共和國政治人物，曾任職於公安系統 。

## 生平
孫氏曾長期任職于广东省公安厅 ，先後擔任广东省公安厅副廳長、广东省公安厅办公室（情报研判及应急指挥中心）副主任、广东省公安厅办公室指挥中心主任、
廣州市公安局局長、廣州市副市長、中國共產黨廣州市委員會常委兼市政法委書記等职位    。